# Вурнарське міське поселення
Вурна́рське міське поселення (рос. Вурнарское городское поселение) — муніципальне утворення у складі Вурнарського району Чувашії, Росія. Адміністративний центр та єдиний населений пункт — селище міського типу Вурнари.

## Населення
Населення — 9989 осіб (2019, 10086 у 2010, 10929 у 2002).